# Nagyszénás
Nagyszénás nagyközség Békés vármegye Orosházi járásában.

## Fekvése
A Körös–Maros közében, Szarvas és Orosháza között terül el, utóbbi településtől mintegy 14 kilométernyire északra.

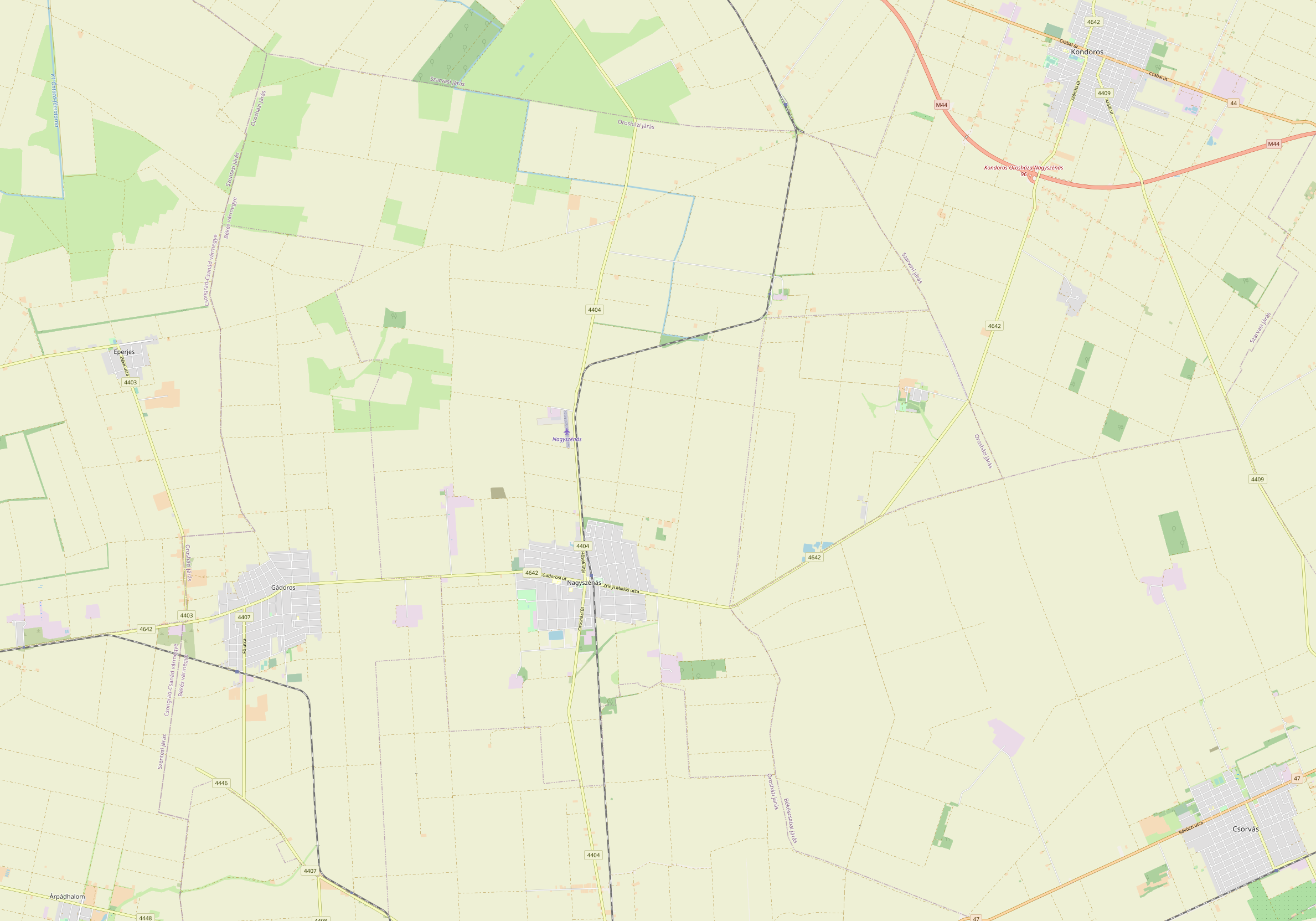
Nagyszénás környékének térképe

### Megközelítése
Közúton négy irányból is megközelíthető: északról, Szarvas felől és délről, Orosháza irányából a 4404-es úton, keletről, Kondoros felől és nyugatról, Gádoros irányából pedig a 4642-es úton.
A település a MÁV 125-ös számú Mezőtúr–Battonya-vasútvonala mentén helyezkedik el, amelynek itt két megállási pontja van: a központban Nagyszénás vasútállomás, az északkeleti határban pedig Kiscsákó megállóhely. Az állomást a 4404-esből kiágazó, rövidke 44 308-as számú mellékút szolgálja ki, Kiscsákó megállóhely csak önkormányzati utakon érhető el. (Korábban két másik megállóhelye is volt a vonalnak Nagyszénás területén: Pálmatér, nem messze attól a ponttól, ahol a vasútvonal eléri a 4404-es utat, annak 21. kilométerénél, valamint Hajdúvölgy, a település déli határszéle közelében.)

## Története
A település az 1990-es években ünnepelte fennállásának 900. évfordulóját. Alapításának pontos dátuma nem ismert, hiszen a létezéséről tanúskodó első írásos emlék csak évszázadokkal később kelt, viszont a helyiek úgy gondolták: a millecentenárium éve kiváló alkalmat kínál a visszatekintésre. Arra, hogy itt már a XI. század végén is volt élet, már régóta utaltak bizonyos jelek, azonban a bizonyosság 1994-ben született meg: a község helytörténeti munkacsoportjába tömörült lelkes lokálpatrióták kezdeményezésére folytatódott az a régészeti feltáró munka, amely az 1940-es évek végén abbamaradt. Ennek során egy román kori templomot, illetve egy hozzá tartozó temetőt találtak a szakemberek a település határában, mely a rendelkezésre álló bizonyítékok alapján a XI. század második, illetve a XII. század első felében épülhetett. A templomot két-három évszázaddal később újjáépítették, majd a XVI-XVII. század fordulóján elpusztították.

### Az első említések a faluról
A településről szóló első írásos emlék 1403-ból való:
ekkor mint a gyulai uradalomhoz tartozó község fordul elő, de még nagyon jelentéktelen hely lehetett, mert az oklevél az utolsók közé sorolta. Zsigmond király ebben az évben (1403) ajándékozta Maróthi János macsói bánnak Fehérváron Zenaseghazt. A beiktatást az aradi káptalan végezte egy esztendővel később.
A Zenaseghaz / Szénásegyház nevének eredetére több elképzelés is létezik. Ezek közül a legvalószínűbb, hogy a templom építtetőjét nevezték Szénásnak. Ugyancsak elképzelhető lehetőség, hogy – utalva megélhetésükre és hitükre – a széna és az egyház szót használták névadásra a korabeli lakosok. Néha, például 1574-ben Gyula-Szénásnak is nevezték a falut  (mivel a gyulai várhoz tartozott).
1461-ből származó leírások szerint a Maróthy család az akkor meglévő Zeleméres községet próbálta meg visszaszerezni. A krónika azt is feljegyezte, amikor viszály tört ki a megye két birtokos családja, a Maróthyak és az Ábránffyak között, 1468-ban szénási jobbágyok is részt vettek (Oláh, Nemze, Szabó, Bakócz, Kompolár, Szénási, Csiszár és Baka nevűek) a korabeli Kétsoprony éjszakai lerohanásában és feldúlásában. 1471-ből ismeretes Szénás első bírája, Bánya Lukács, aki jelen volt a szentetornyai iktatáson.
Amikor 1476-ban kihalt a Maróthy család, a falu a király tulajdonába került, majd 1490 táján Corvin János Várkonyi Mihálynak adományozta. Később a föld – nem tudni, milyen körülmények között – visszakerült az udvarhoz, 1506-ban pedig II. Ulászló Corvin János özvegyének, Frangepán Beatrixnak és lányának, Corvin Erzsébetnek ajándékozta. Haláluk után Brandenburgi György lett az új földesúr.

### Török kor
A feltárt adatok egyértelművé teszik, hogy a 16. században a gyulai várhoz tartozó Szénás volt a térség legjelentősebb faluja, 1559-ben például közel száz jobbágy és húsz zsellér élt itt családostól. Azt is tudjuk, hogy a földeken búzát, árpát és kölest termesztettek, sőt Szénás úgynevezett asztagrakó hely volt, vagyis ide hordták a környékről is az összeszedett gabonatizedet, s a falu bírája volt a felelős ezért.
A török uralom kezdetén Szénást, mint a többi gyulai várhoz tartozó községeket a magyar király Eger várához csatolta. 1572-ben a király a Pozsony megyei Felsőszécsényből származó Szénásy Istvánnak adományozta a falut. Szénásy (aki pozsony megyei, s nem a békés vármegyei Szénásról származó ember volt) mindjárt ki is adta a jobbágyoknak, hogy mit kíván tőlük: nemcsak a kilencedet és tizedet követelte meg az új földesúr, hanem még azt is, hogy az ő számára külön is vessenek egy-egy köböl búzát és egy köböl árpát; továbbá egy hétig tartó kaszálást, egy hétig tartó fahordást követelt tőlük és még 30 fél hordó bor kiárulását.
Két évvel később a régi tulajdonos egyik leszármazottja, Várkonyi Aba Gáspár jelentkezett jussáért, melyet a király meg is ítélt a számára. Hosszú pereskedés kezdődött, amelynek a török dúlása vet véget.
Az utolsó feljegyzés 1578-ból származott, ekkor még Szénás létező település volt, tehát sem a keletkezéséről, sem elpusztításáról nem állnak rendelkezésre hiteles források, ugyanis az utolsó feljegyzés még létező településről ír. Történetírók egybehangzó véleménye szerint a tizenöt éves háborúval (1593–1606) hozható kapcsolatba a hanyatlás és a pusztulás: 1596-ban Szolimán pasa seregei hatalmas pusztítást vittek végbe a Körös déli oldalán, később tatár segédcsapatok is csatlakoztak a török seregekhez. Minden bizonnyal ezekben az években néptelenedett el Szénás.
1665-ben Fráter István birtokolta, mint pusztát, s a szentandrási és halásztelki lakosoknak adta ki haszonbérbe. A hosszú lakatlanság idején templomának tégláit úgy széthordták, hogy már a 18. század elején sem volt nyoma. Csak 1745-ben említenek Szente-Tornya felé eső részén egy: »két kápolna halom« nevű helyet, ahol a kincskutatók kerestek régi pénzeket.

### 18-19. század
A falut a 17–18. században, de még a 19. század elején is pusztaként emlegették.
1720-ban – a többi Békés megyei pusztával együtt – az uralkodó báró Harruckern János Györgynek adományozta, aki bérlőknek adta ki a földet. 
1788-ban az egész egykori Szénás legelő volt.
1798-ban a Harruckern család tagjai közel 20 ezer hold földet adtak át a Károlyi-családnak és csak mintegy 1500 holdat tartottak meg maguknak. Később ez a föld is gazdát cserélt: 1860-ból már a Bolza családot jegyezték tulajdonosként.
```
SZÉNÁS. Szabad puszta Békés Várm. földes Urai B. 
Rudnyánszky
, és több Uraságok, fekszik Sz. Andráshoz közel, mellynek filiája. 
 
(
Vályi András
: 
Magyar országnak leírása
 3. kötet, Buda, 
1796
–
1799
)
```

Az új Szénás alapítása a Károlyiak nevéhez fűződik: 1818-ban a régi, úgynevezett mihálytelki gazdaság területén 200 telekből álló napszámos falut alapítottak. Minden telek 825 négyszögöl belső jobbágytelekből és tizenkét hold szántóföldből állt. 1854-ben alakult meg a mai Nagyszénás, amely húsz évvel később, 1874-ben váltotta meg magát. 1850-ben alakult meg Kisszénás, másként Lajosszénás, mely a későbbiekben beolvadt az akkor még Nagykurtics (Nagy Kurtyts) néven emlegetett Nagyszénásba. Fennmaradt viszont régi pecsétje, melyen sarló és búzakalász látható, illetve az 1879-es évszám. Ebben az időszakban alakultak ki Nagyszénás határrészeinek elnevezései: Apponyiráta, Cifra, Érparti major, Geszti-major, Malmos, Mihálytelek. 

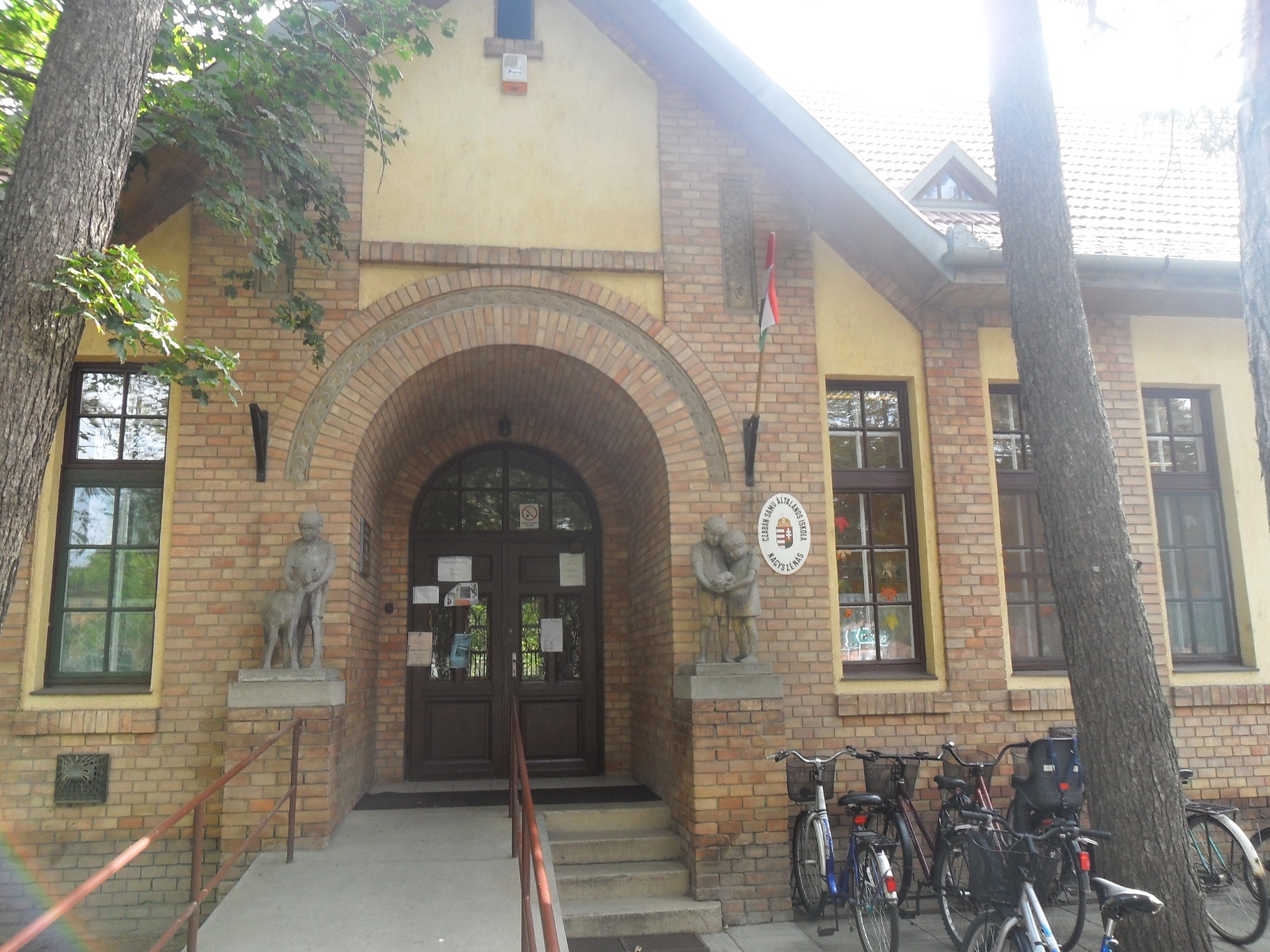
A régi iskola. Ma a Nagyszénási Czabán Samu Általános Iskola alsó tagozata

Arról, hogy a szénásiak miként és milyen számban vettek részt az 1848–49-es forradalom és szabadságharcban, kevés adat áll rendelkezésre. Irattári források szerint Nagy- és Kisszénásról együttesen 19 legény állt be honvédnak. Más Békés megyeiekhez hasonlóan ők is Hódmezővásárhelyre kerültek, a 30. honvéd zászlóaljhoz. Az ezt követő időszakra a meghatározó helytörténeti munkákban is csak feltételezéseket találunk. Egyedül annyi vehető bizonyosra, hogy a szénási újoncok nem maradtak együtt, különböző alakulatokhoz osztották szét őket. Egy részük valószínűleg Kiss Ernő tábornok valamelyik hadosztályában harcolt a magyar szabadságért. A forradalom és szabadságharc leverése után Károlyi Györgyöt is elfogták és súlyos pénzbüntetésre ítélték hazafias magatartásáért.
A már említett napszámosfalu alapítói között számos olyan családot fedezhetünk fel, akik Orosházáról települtek át. Ekkor még a vallásgyakorlásnak nem alakultak ki a megszokott formái, azaz az itteni embereknek nem volt papjuk és templomuk sem. Annyi azonban bizonyos, hogy az itt élőket Orosházán anyakönyvezték, amiről a gondosan megőrzött iratok tanúskodnak.
1832-ben alakult meg az orosházi anyaegyház kisszénási filiája, azaz leányegyháza, lehetőséget nyújtva a hit helyben történő gyakorlására, illetve a születési és a halálozási adatok települési szintű regisztrálására. A bejegyzések szerint az első, így bejegyzett újszülöttet Birkás Mihálynak hívták, míg az elhunytak listája egy testvérpárral kezdődik: Sándor Juliannával és Sándor Gyulával. Hogy mi okozta halálukat, az sajnos nem derül ki a feljegyzésekből. Fennmaradt az első szénási egyházi szolga neve is, amit ezért szintén érdemes megjegyezni: Győri Imrének hívták, akivel később olyan elégedettek voltak elöljárói, hogy a szomszédos Bánfalva (ma Gádoros) filiáját is ő irányíthatta. Fontos róla tudni, hogy ő volt a település első tanítója is. Sajnos a helyi oktatás kezdeteiről nem állnak rendelkezésre megfelelő források, azonban egy dokumentum 1841-ben Győri Imre nevét már tanítóként is említi. Azt nem tudhatjuk, hogy volt-e egyáltalán iskola a régi Szénáson, az viszont egyértelmű, hogy a napszámosok gyermekei megismerkedhettek a betűvetés világával. Győri Imre viszonylag fiatalon, 1848-ban halt meg, őt Hanzel Mihály követte.
Igazi iskoláról csak évtizedekkel később, már az áttelepített Szénáson beszélhetünk: a fennmaradt írott források szerint 1877-ben merült fel először vasárnapi ismétlő iskola felállításának gondolata, majd a következő év elején megszületett a beleegyező egyházi döntés is. Az 1879-es első osztályt húsz-huszonöt kisdiák kezdte meg. 1884-ben épült fel az új iskola, melynek épülete ma is áll. Az 1890-es évek elején felmerült, hogy az iskolát át kellene adni a községnek. Erre azért került sor, mert a helyi gyülekezet elé kitűzték az anyaegyházzá válás célját, ami komoly megtakarítást igényelt. A község ugyan elutasította az egyház kérelmét, ám a közigazgatási bizottság határozatára mégis kénytelen volt átvenni az iskolát, oly módon, hogy az épület egyházi tulajdonban maradt. A falu elöljárósága viszont nem tudta fenntartani az intézményt, így az 1898-ban állami kezelésbe került.
A falunak az 1880-as években már mintegy 2300 lakosa volt.

### A 20. századtól

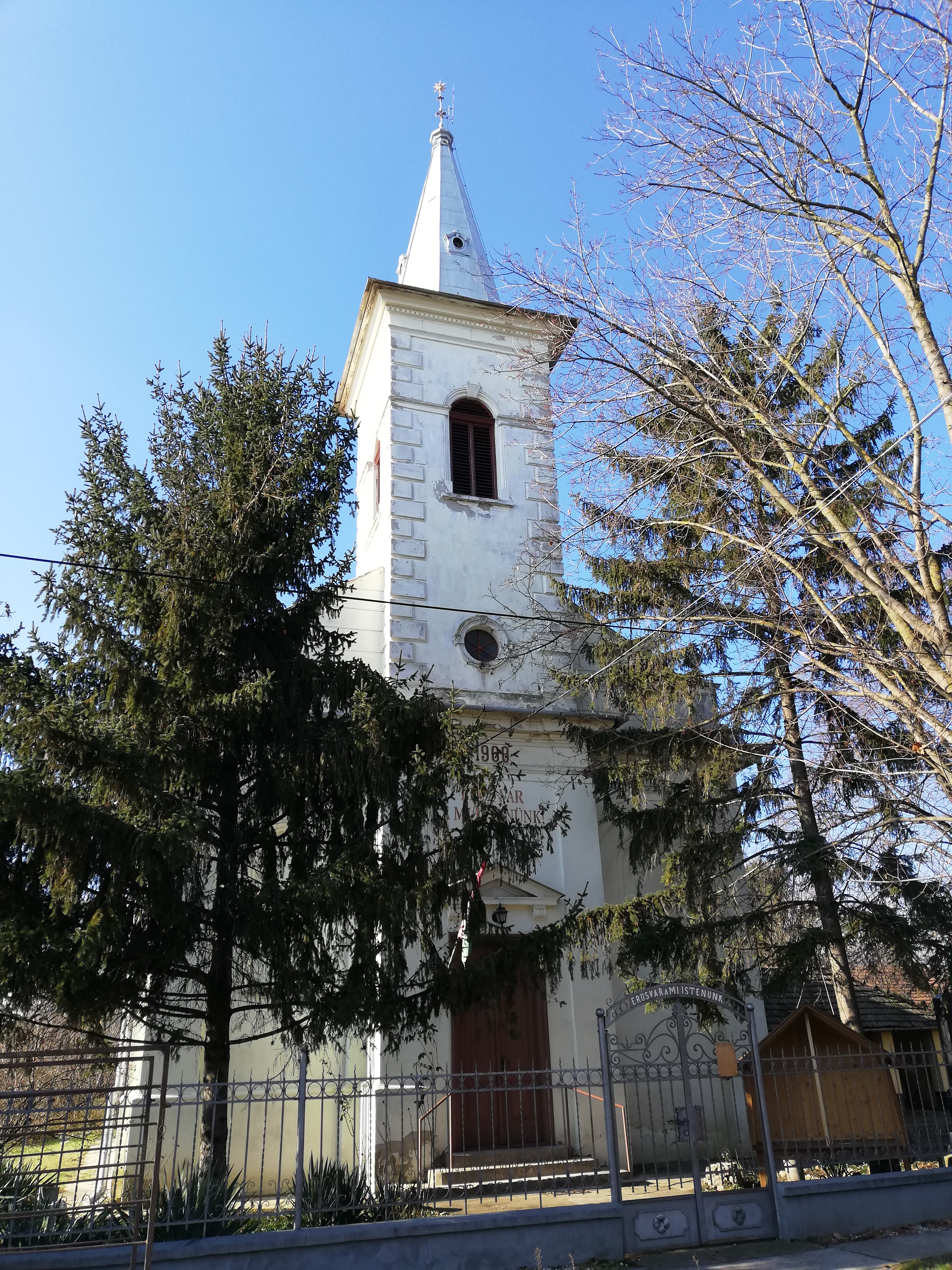
Az 1900-ban megépült Evangélikus Templom

Az anyaegyház vágya a 19. század utolsó éveiben teljesült, s részben ennek gyümölcseként 1900-ban felépült az evangélikus templom. A katolikusoknak saját templomuk 1926-ig nem volt a községben, csak imaházuk. 1908-ig a Cifra majorban található kastélykápolnát használták a katolikus templom céljaira, lelkészségi templomként. A Károlyi család katolikus volt, ezért a Cifra majori birtok akkori tulajdonosa Károlyi Gyula (1837–1890), 1889-ben a katolikus lakosság kívánságára, egy nyilvános kápolnát hozott létre a kastélyban. Első lelkésze Toldy Péter ferences szerzetes lesz. Addig az anyakönyvezés Orosházán történik, de innentől kezdve helyben anyakönyveznek a lelkészek.
A Cifra majori különálló kápolna építési idejét nem tudjuk. Ez egy nyolcszögletű, kupolás épület volt, amely a birtok szélén, egy tisztáson állt. Neoklasszicista stílusban épült, Rudolf Kolbe tervei alapján. Ez a kápolna 1942-ig állt, akkor lebontották, mivel a birtok is megszűnt. A faluban lévő templom, 1908 után vágya lett a katolikusoknak. Széchenyi Miklós nagyváradi püspök tervezteti meg az első templomot, amelyet azonban halála miatt nem tudtak felépíteni. Ez egy kéttornyos templom lett volna. Végül 1925. október 18-án teszik le az új templom alapkövét. Nem kisebb személyiség, mint József nádor, főherceg, aki egyben az első világháborús emlékművet is felavatta. Az építkezés ezután közadakozásból kezdődik el, illetve a nagyváradi székeskáptalan támogatásával. A templomépítést Horváth József lelkész indítja el és 1926. augusztus 15-én szentelik fel. A katolikus közösség legismertebb lelkésze Aranyi Imre apát-plébános, aki közel 43 évig szolgál majd a községben. Ez idő alatt a katolikus közösség gyarapodik, egy időben meghaladja az evangélikus közösség lélekszámát is.   A történelmi egyházak mellett nazarénus, adventista, majd jóval később a Hit Gyülekezete és a Jehova Tanúi és közösségek is megjelentek.
Az első világháborút követően már több mint hatezren éltek a településen.[forrás?]
1930-ban négy állami és két katolikus népiskola, három állami és két katolikus általános továbbképző, egy állami gazdasági továbbképző, valamint egy iparostanonc iskola működött itt, a kisebb gyermekeket pedig két óvodában készítették fel a tanulóévekre. Ezek túlnyomó része tanyasi iskola volt, melyek az évtizedek alatt becsukták kapuikat. Mára egy intézménybe tömörültek az iskolák, az óvodák száma pedig háromról előbb kettőre, végül 2024-ben egy jelentős fejlesztésnek köszönhetően egyre csökkent.
Nagyszénás gazdaságának története szorosan összefügg a majorok történetével egészen e század derekáig. Mára már szinte nyomtalanul eltűntek ezek az egykori népes gazdasági központok. Szám szerint nyolc majort jegyeznek: Cifra, Malmos, Székes, Pálmatér, Mihálytelek, Lajosszénás, Kismajor és Kisszénás. Pálmatér és Kisszénás neve annak köszönhetően maradt fenn, hogy vasúti megállóhely őrzi nevüket. Lajos-majorban az utolsó cselédházakat is lebontották az utóbbi évtizedben, egyedül egy kút emlékeztet a hajdani gazdálkodás színhelyére. Közülük kiemelkedett a Cifra-major, mely a gróf Károlyi család pihenőhelyéül is szolgált (a kétszintes kastélyt ifj. Rimanóczy Kálmán tervezte) gyönyörű parkkal és erdővel övezve.
A korabeli szénásiak elsősorban földműveléssel foglalkoztak, a gabona és a kukorica mellett meghatározó növény volt egyebek mellett a kender és a dohány is. Állattartásukról feljegyezték, hogy koruk legmodernebb technológiáját alkalmazták, például az önitatót és a tejmennyiség szerinti takarmányozást. A tulajdonviszonyokat elsősorban a nagybirtok jellemezte, de jellemző volt a törpebirtokosság is.
A téeszesítést követően négy szövetkezet kezdte meg működését a faluban, melyek a hetvenes években egyesültek. 1944-ben szűnt meg a szénási aszalóüzem, majd az államosítás után a tégla- és cserépgyár, így számottevő iparról nem beszélhetünk.

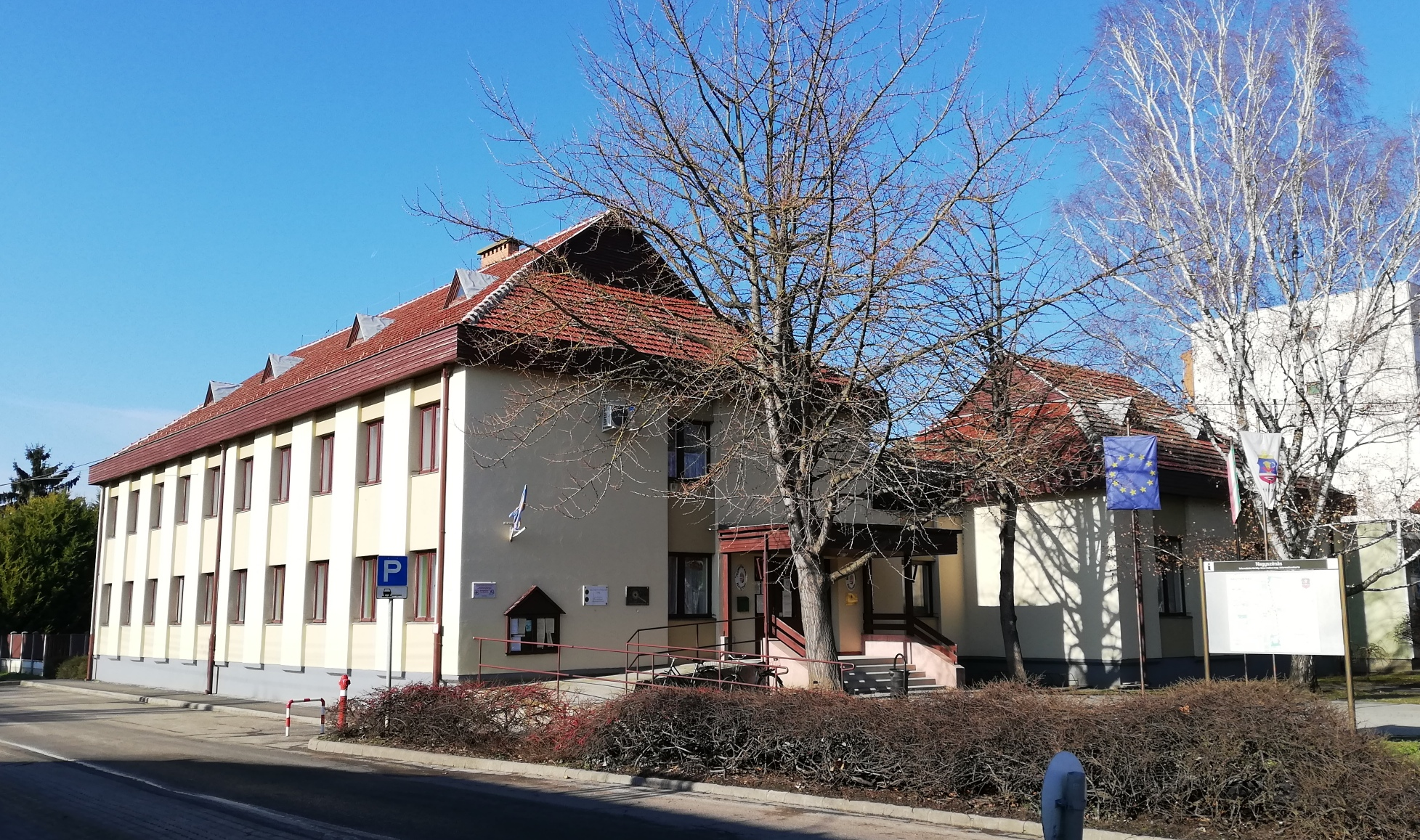
Polgármesteri Hivatal

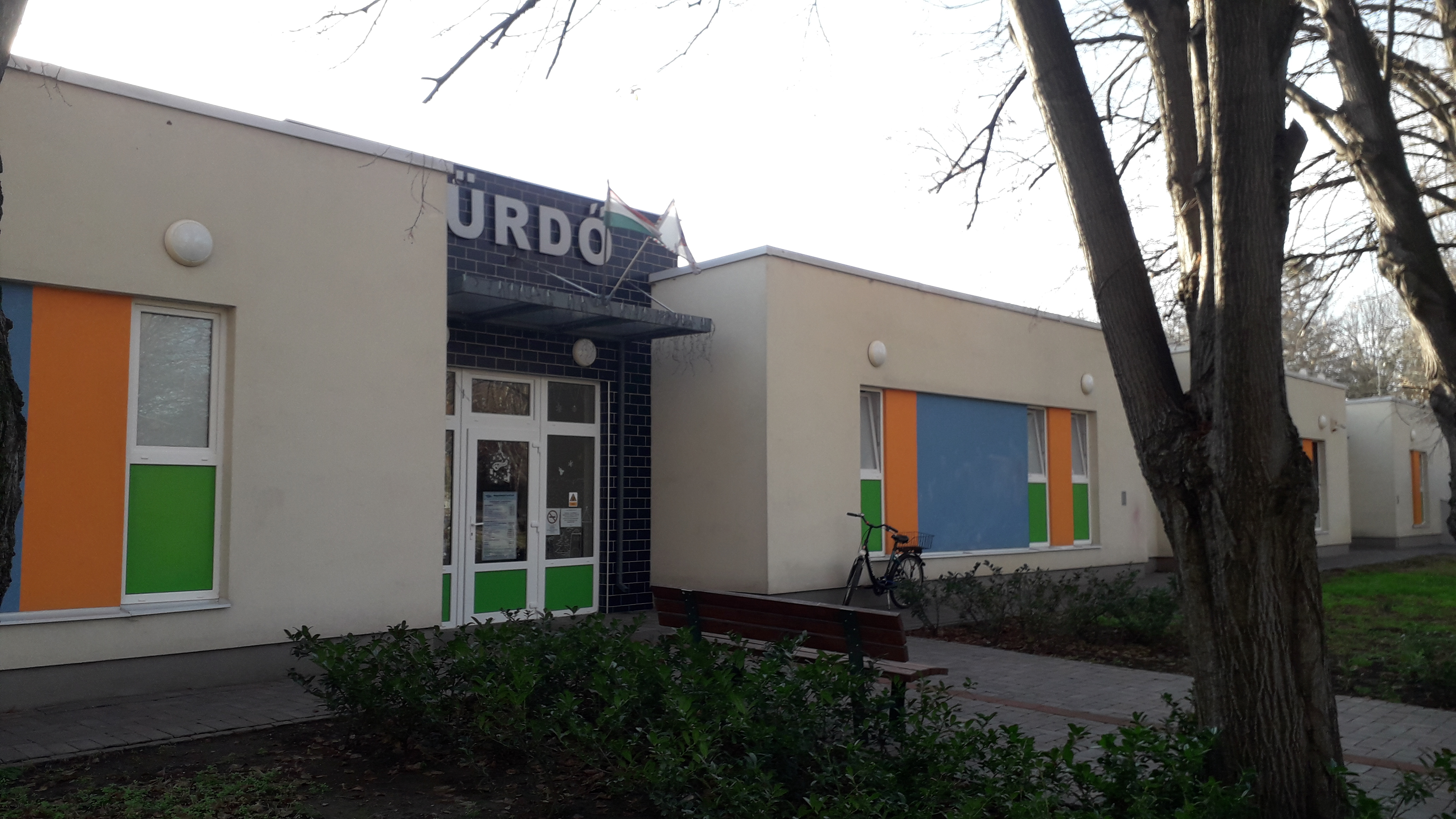
Parkfürdő

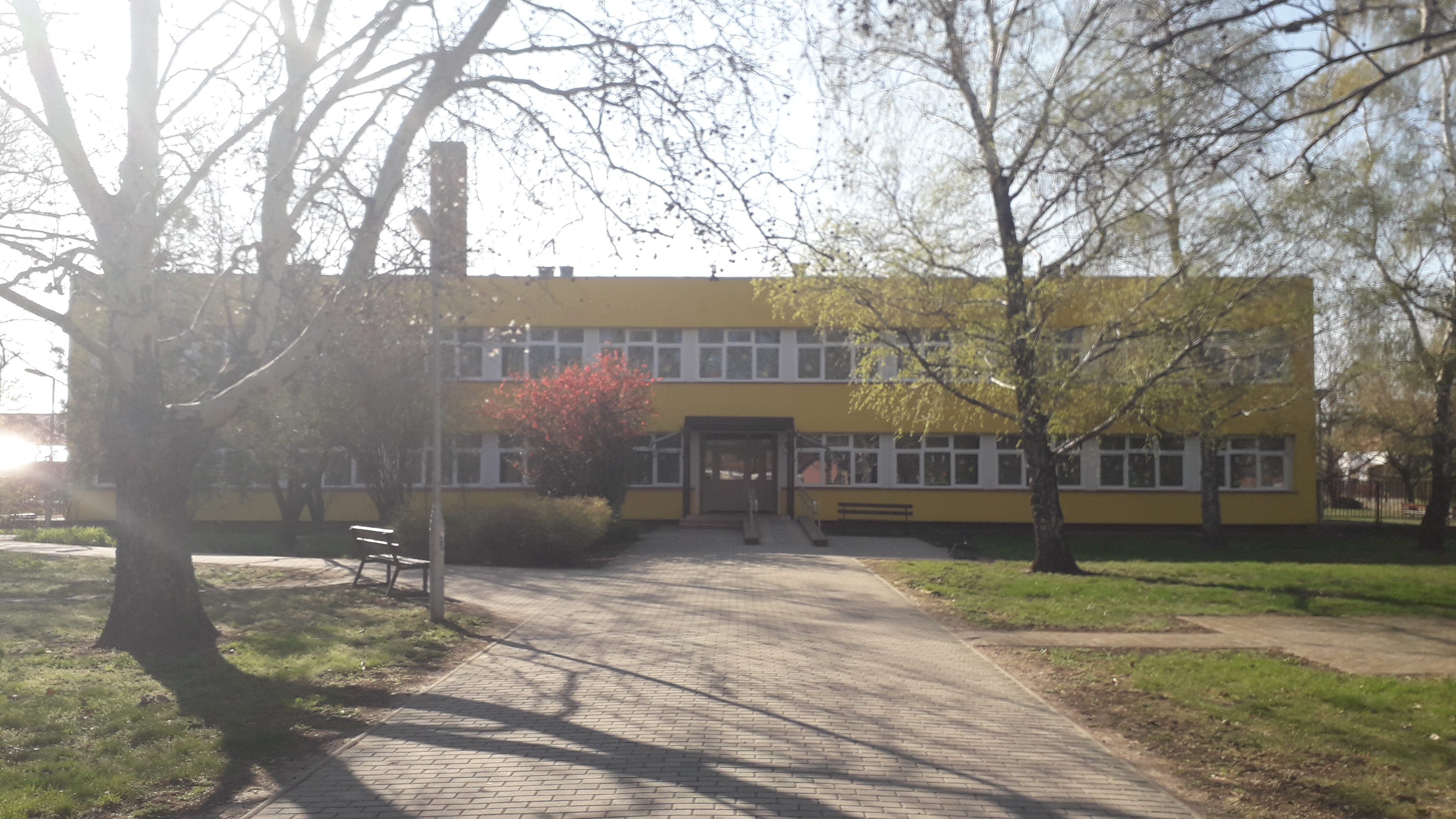
A Nagyszénási Czabán Samu Általános Iskola felső tagozatának felújított épülete

A föld mélyén rejlő termálvizet 1954-ben tárták fel a kőolajkutatók, majd az akkori tanács 1959-ben fogott hozzá a gyógyfürdő megépítéséhez.
1966-ban adták át a Szrogh György Ybl-díjas építész tervei alapján épült Ótemplomi Szeretetszolgálat Nagyszénási Idősek Otthonát, majd a 2000-es évek végén a szenvedélybetegek otthonát, melyek jó pár embernek adnak megélhetést.
A települést 1962 és 1998 között Kaczkó Mihály irányította, 1970-ben, az ő vezetése alatt kapott nagyközségi rangot. Az országban elsők között élt a helyi településvezetés a lakossági erő bevonásának lehetőségével még a hatvanas években, s ez a gyakorlat a mai napig eredményes Nagyszénáson. Beruházásaik sikeressége köszönhető még eredményes részvételeiknek a különböző központi pályázatokon.
Napjaink legfontosabb megélhetési forrása a mezőgazdaság: a legnagyobb munkaadó a holdingszerűen működő Október 6. Szövetkezet, illetve az azon belül működő korlátolt felelősségű társaságok. Ugyancsak jelentős munkaadó a TOOLEX Kft., a Tsz. volt vágóhídi épületében kialakított pulykafeldolgozó-üzem, illetve természetesen a nagyközségi önkormányzat. Számos gazda élt a kárpótlás adta lehetőségekkel és mára saját földjén gazdálkodik.
A községtől északra található a nagyszénási repülőtér, mely legfőképpen permetező repülőgépeket foglalkoztatott. Egy  2019-es EU rendelet, mely nem engedélyezi a "repülőgépről, kémiai úton történő szúnyogirtást", jelentősen csökkentette kihasználtságát,[forrás?] majd hamarosan elvesztette funkcióját és a felszállópályát beszántották.
A település ellátásában mind több egyéni vállalkozó veszi ki részét. A helyiek közül többen a közeli Orosházán vállalnak napi bejárással munkát.
Az infrastruktúra is sikeresen kiépült: a belterületi utaknak szinte száz százaléka szilárd burkolattal fedett, villany-, gáz-, víz-, szennyvíz- és telefonhálózatok szolgálják a helyiek komfortját.
Az egészségügyi ellátásra nincs panaszuk a helyieknek: a központi orvosi rendelőben három háziorvos, egy gyermekorvos, egy fogorvos és védőnői szolgálat áll a betegek rendelkezésére.
A megújult Parkfürdő 2015-ben nyitott újra. A létesítmény ma is az önkormányzat tulajdona.
A helyi vezetésnek azzal a jelenséggel is meg kell birkóznia, hogy láthatóan csökken a lakosságszám: az 1950-es csúcsponthoz képest, amikor valamivel többen, mint nyolcezren éltek a faluban és a környező tanyavilágban, tíz évvel később már csak 7442-en éltek itt, s a folyamat – azaz a tíz évente ötszáz fős csökkenés – továbbra is meghatározó. Az önkormányzat úgy próbálja meg a kedvezőtlen tendenciákat ellensúlyozni, hogy kedvezményekkel teszi vonzóvá a fiataloknak a fészekrakást.

## Népesség

### Népességváltozás
A település népességének változása:
| Lakosok száma | 5063 | 5060 | 4979 | 4900 | 4832 | 4634 | 4759 | 4403 | 4416 | 4319 |
|               | 2013 | 2014 | 2015 | 2016 | 2017 | 2019 | 2021 | 2022 | 2023 | 2024 |

### Etnikumok
2001-ben a település lakosságának 99%-a magyar, 1%-a egyéb (főleg szlovák) nemzetiségűnek vallotta magát.
A 2011-es népszámlálás során  a lakosok 84,8%-a magyarnak, 0,3% németnek, 0,5% szlováknak mondta magát (15,2% nem nyilatkozott; a kettős identitások miatt a végösszeg nagyobb lehet 100%-nál).
A 2022-es népszámlálás során  a lakosok 91,5%-a magyarnak, 0,3% németnek, 0,3% cigánynak (roma), 0,2% szlováknak mondta magát (8,5% nem nyilatkozott; a kettős identitások miatt a végösszeg nagyobb lehet 100%-nál).

### Vallási megoszlás
A vallási megoszlás a 2011-es népszámlálás során a következő volt:
- felekezeten kívüli 31,9%
- nem nyilatkozott 24,1%
- római katolikus 21,2%
- evangélikus 18,5%
- református 2,6%,
- görögkatolikus 0,3%

A 2022-es népszámlálás során a lakosság vallási megoszlása a következő volt:
- nem nyilatkozott 35,3%
- felekezeten kívüli 28,9%
- evangélikus 16,9%
- római katolikus 14,4%
- református 2,2%,
- görögkatolikus 0,2%
- egyéb felekezetekhez tartozik 2,2%

## Közélete

### Polgármesterei
- 1990–1994: Kaczkó Mihály (független)[14]
- 1994–1998: Kaczkó Mihály (független)[15]
- 1998–2002: Czeglédi Mihály (független)[16]
- 2002–2006: Czeglédi Mihály (független)[17]
- 2006–2010: Nyemcsok János (Fidesz–Polgári Egyesület Nagyszénásért)[18]
- 2010–2014: Nyemcsok János (Fidesz–KDNP)[19]
- 2014–2019: Nyemcsok János (Polgári Egyesület Nagyszénásért)[20]
- 2019–2024: Nyemcsok János (Polgári Egyesület Nagyszénásért)[21]
- 2024– : Nagy Attiláné (Polgári Egyesület Nagyszénásért)[1]

## Neves személyek

### Itt születtek
- Blahó János (1957), az Orosházi Táncsics Mihály Gimnázium egykori igazgatója (1996–2022)
- Breznyik György (1953–) ökölvívó, háromszoros magyar bajnok.
- Bucskó Gizella (?–?) óvónő, az 1901-ben, Békés megyében elsőként alapított helyi állami óvoda első hivatásos, szakképzett óvodapedagógusa.
- Cseh András (1964) labdarúgó, négyszeres magyar válogatott, edző.
- Fábián Rózsa (1925–2021) képzőművész.
- Hidvégi Béla (1936) vadász, üzletember, a keszthelyi Helikon Kastélymúzeum vadászati kiállításának egyik alapítója.
- Keczer András (1937) magyar jogász, színész, színházi producer, író, a Békés Megyei Jókai Színház egykori igazgatója.
- Kiss György (1923–2000) amatőrcsillagász, a Kiss György Csillagda alapítója.
- Láng Rudolf (1904–1991) jelmeztervező, az Egri csillagok című magyar film kosztümjeinek megalkotója, Láng Jenő községi orvos fia.
- Mátrai Sándor (születési nevén Magna Sándor, 1932–2002) atléta, rövidtávfutó, 81-szeres magyar válogatott labdarúgó.
- Mendöl Tibor (1905–1966) földrajztudós, akadémikus.
- Paál István (1935–2010) magyar szobrász.
- Sterbetz István (1924–2012) ornitológus, a dévaványai túzokrezervátum alapítója, a dél-alföldi természetvédelem atyja.[22]
- Torkos Béla (1895–1971) ügyvéd, országgyűlési képviselő.
- Varga Imre (1945–2011) cselgáncsozó, olimpikon.
- Varga István (1960–2023) cselgáncsozó, olimpikon.
- Vastagh Pál (1946) jogász, politikus, volt igazságügy-miniszter.

### Itt éltek
- Boér Gábor (1982) labdarúgó, edző itt nőtt fel.
- Csák Attila (1965) szobrász, restaurátor itt töltötte gyerekkorát.
- Czabán Samu (1878–1942) tanító csupán három évet töltött a községben 1911-től, ám ténykedése meghatározó maradt.
- Giba Antal (1797–1846) földmérő mérnök a település elődjében (Szénás) hunyt el.
- Roszík Mihály (1922–2006) evangélikus lelkész rövid ideig ugyan (1947–1948),[23] de szolgált a településen.
- Tóth Angelika (1991) színésznő, énekes itt nőtt fel.

### Díszpolgárok
- Trokos Kálmán jegyző (19. század vége)[24]
- Hegyi Lajos jegyző, evangélikus egyházi felügyelő, a sportkör alapítója (1933)[24]
- Gotthold Schur, a Botek Präzisionsbohrtechnik GmbH társalapítója (2008)
- Kaczkó Mihály, a település polgármestere 1990–1998 között (2008)
- Kulcsár Lászlóné tanár (2008)
- Gonda Anna óvónő, naiv festő (2009)
- Hári József iskolaigazgató (2009)
- Aranyi Imre apát-plébános (posztumusz, 2011)[25]
- Fábián Rózsa festő, tűzzománckészítő (2011)[26]
- Fecske Pál evangélikus lelkész (posztumusz, 2011)[27]
- Szénási Mihály festő (2011)[28]
- Dr. Soós Attila orvos (2011)
- Dr. Baja János orvos (2012)
- Dr. Nagy Gábor (2014)
- Hidvégi Béla világutazó vadász (2017)[29]
- Gyenge Antal tanár, helytörténész (2019)[30]
- Kiss György amatőrcsillagász, közösségszervező (posztumusz, 2023)
- Johann Franz Wittmann üzletember, a Toolex Kft. nyugalmazott vezetője (2023)[31]

## A település elismerései
- A birkózás városa (2014)[32]

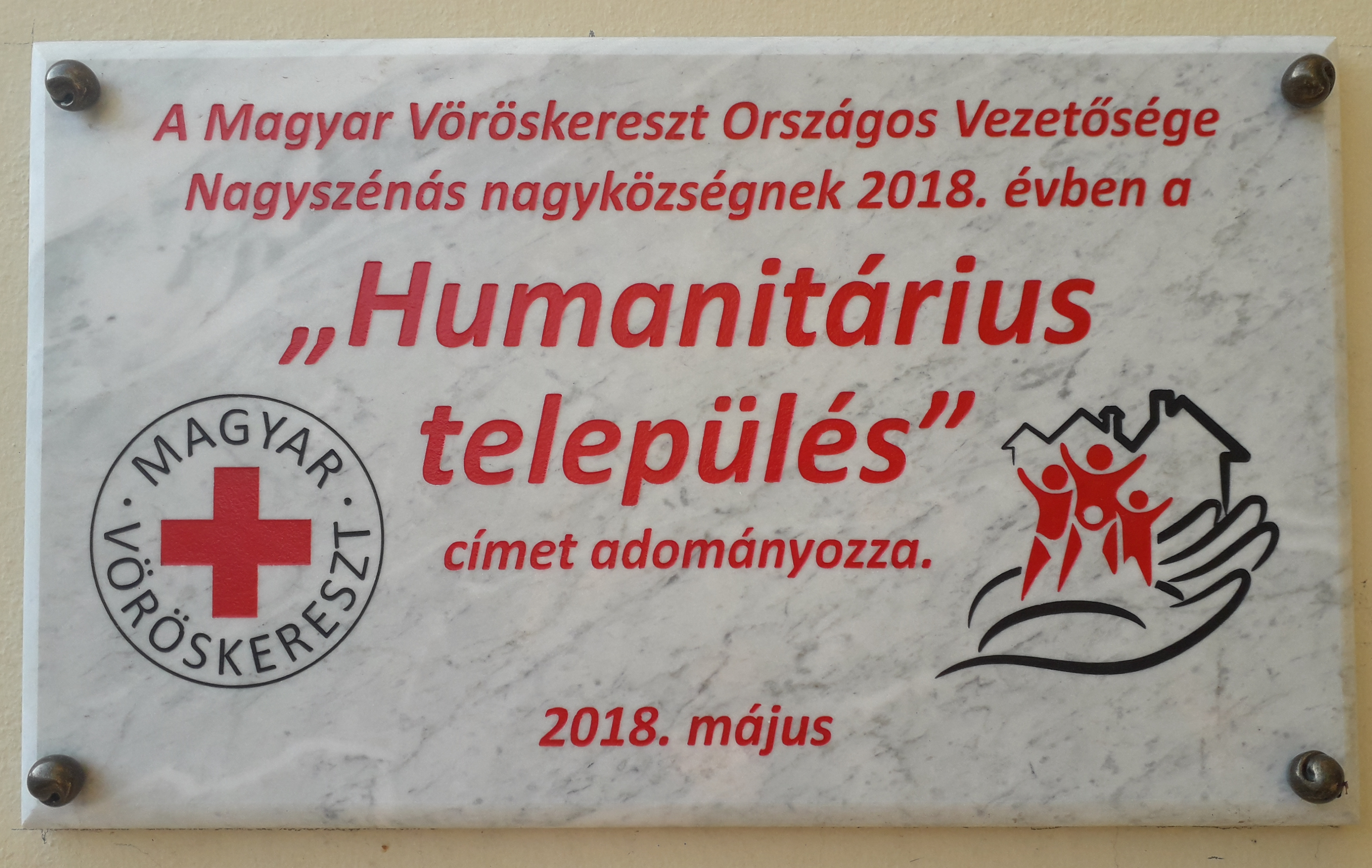
A Humanitárius település díjról megemlékező márványtábla

- Humanitárius település (2017, 2018, 2019)[33]

## Látnivalók

### A nagyközségen belül

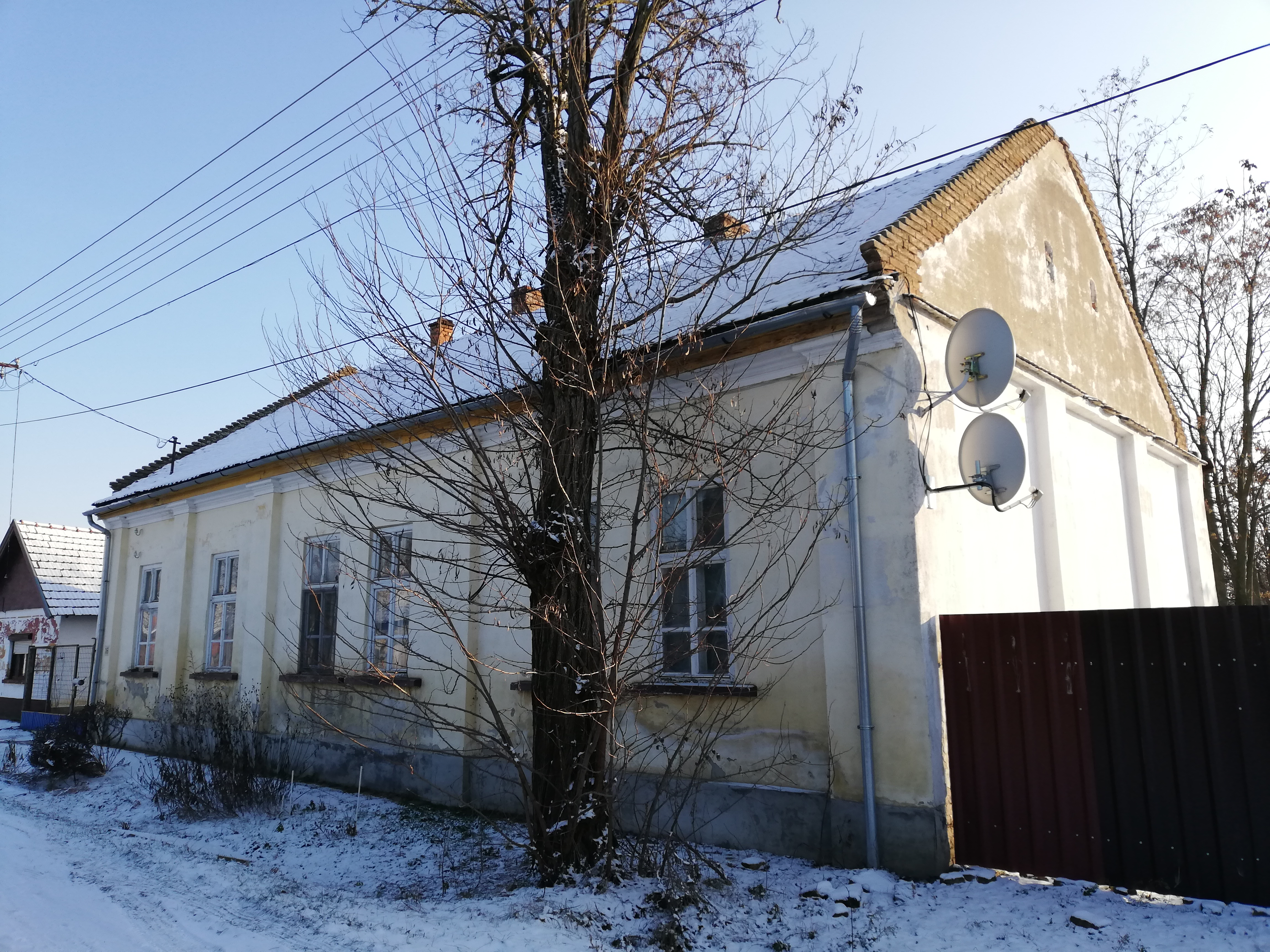
Az épület, melyben Czabán Samu tanított 1911–1914 között a Kossuth Lajos utca 35. alatt

- Nagyszénási Parkfürdő[34]
- Kiss György Csillagda[35]
- Helytörténeti Múzeum[36]
- Rózsa Galéria[37] a Kulturális Központban
- Hidvégi Béla Világvadász Kiállítás[38] a Kulturális Központban
- Táltos Lovasudvar
- az 1900-ban épült Evangélikus Templom[39]
- az 1926-ban épült Nagyboldogasszony Katolikus Templom[40]
- az első és a második világháború áldozatainak emlékműve
- a hősök emlékműve a temetőben (katonasírok)
- a „Turul”, azaz az '56-os emlékmű
- a '48-as kopjafa

### A nagyközség külterületén

#### A Helytörténeti Csoport emlékművei
- Taraji iskola emlékműve
- Békési Úti Iskola emlékműve
- Vasútmenti Iskola emlékműve
- Pálmatér major és a pálmatéri iskola emlékműve
- Székesi iskola emlékműve
- Lajosszénás major és a lajosszénási iskola emlékműve
- Székács major és a Székács-féle iskola emlékműve
- Cifra és Malmos majorok, a malmosi iskola és az ős Szénásegyháza emlékműve

#### Egyéb
- Cifrai temető
- Sárkányölő Szent György-kápolnarom a Cifra erdőben
- Nagyszénási Sterbetz István Lőtér (Rókavár)

### A környéken
- a kiscsákói Geist-kastély,[41]
- Orosháza mellett a gyopárosi strand,
- Szarvason az arborétum és benne a Mini Magyarország.

## Sportélete

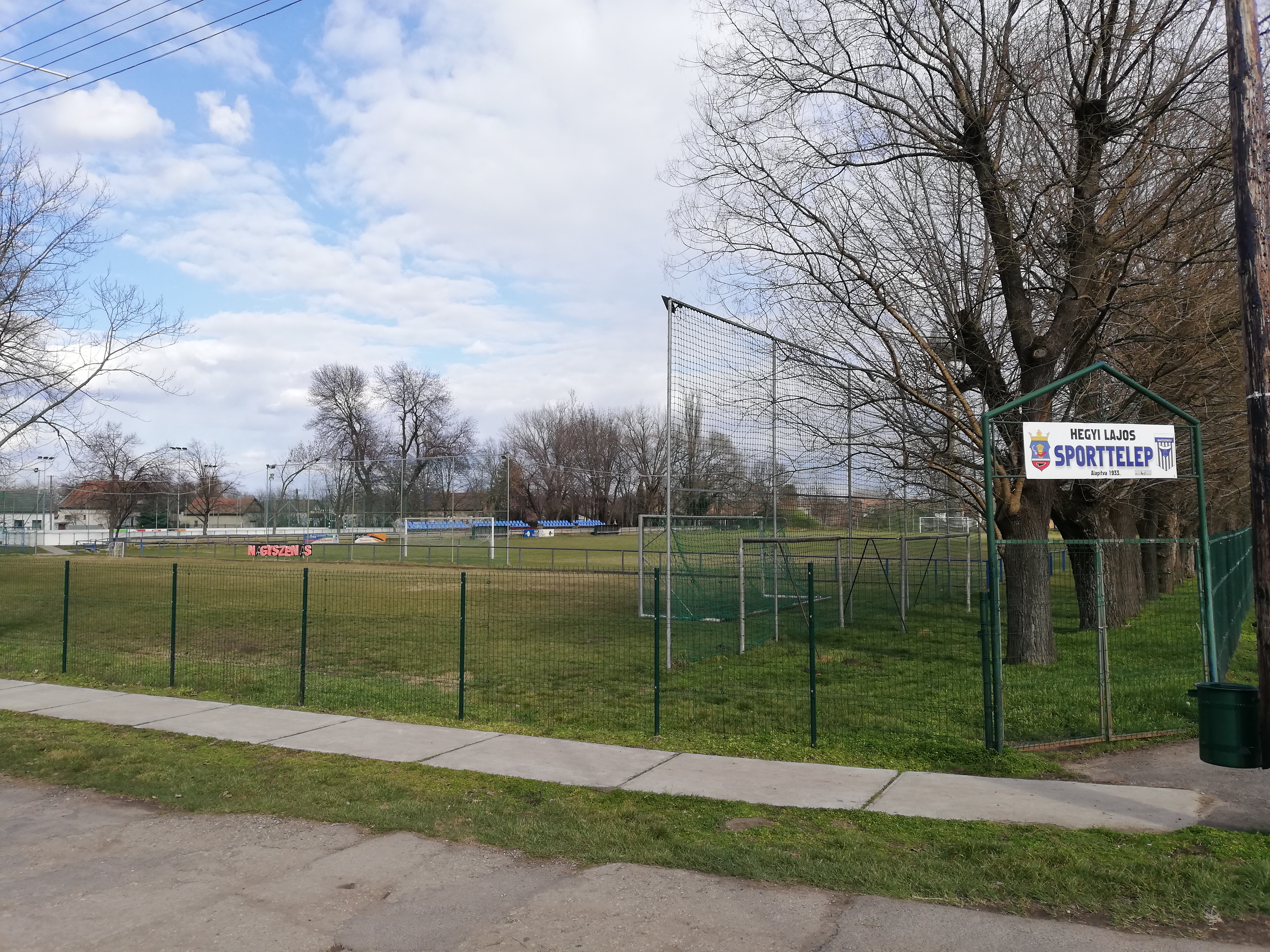
A Hegyi Lajos Sporttelep

A Nagyszénás SE jelenleg három szakosztállyal rendelkezik:
- Nagyszénás SE labdarúgó szakosztály: Jelenleg a Békés megyei I. osztály bajnokságában szerepel.
- Nagyszénás SE Diákbirkózó Klub
- Nagyszénás SE Fantázia Aerobic Csoport

## Oktatás
- 1901-ben itt alakult meg Békés megye első állami óvodája, melynek első hivatásos, okleveles óvónője Bucskó Gizella volt. Az évek során három óvoda működött a községben, mely előbb az általános iskolával együtt, majd külön szervezetként üzemelt. Napjainkban már csak egy intézményben működik, az I. sz. óvodaépületben ma az evangélikus egyház Fecske Pál Gyülekezeti Háza kapott helyet.
- 1927-ben épült fel a Hősök útján a ma is álló Állami Elemi Iskola épülete. 1968-ban vette fel az egykor (1911–1914) itt tanító Czabán Samu nevét. 1981–82 között épült fel a kétszintes új épület, így különbontva az alsó, illetve a felső tagozat működését.[42]
- Rövid ideig ugyan, de volt gimnáziumi képzés is a községben. Ugyan csak két tanévet ért meg, terveztek egy korszerű gimnáziumi épületet a mai Hegyi Lajos Sporttelep helyére.
- Jelenleg a Báthori István Gimnázium esti iskolája működik a Nagyszénási Czabán Samu Általános Iskola felső tagozatán.[43]

## Címer leírása[44]

Az új címer

Az 1996-ban elfogadott községi címer alapját a múlt században elkészített úgynevezett „ős-címer” adta meg.
A címer leírása a következő: a címer álló, csücskös tárcsapajzs, 2/3-1/3 vízszintes pólyával vágott: felső kék mezejében arany színű álló kéve, vörös színű átkötéssel, előtérben heraldikailag jobbra forduló vörös ruhás hajlított kar, mely ezüst sarlót markol. A tárcsapajzs alsó, piros mezejében ezüst sávval keretezett fekete ekevas, heraldikailag balra mutató csúccsal. Az oromdísz: három ágú, arany színű leveles korona, grafikailag egyszerűsített változatban.
A címer színei: a vörös, kék, fekete, ezüst és arany. Ezek a színek az Árpád-házi királyok címereiben is megtalálhatók. A vörös szín az erőt, a ezüst szín a hűséget, a kék szín a békét jelképezi. A vörös ruhás kar az erőt, a sarló és búzakéve a mezőgazdaságot, az ekevas az összefogást jelképezi. Az arany színű, három ágú korona a megyéhez való tartozást szimbolizálja. Az ezüst sáv a település elődjének az Árpád-korból való eredeztetését fejezi ki.

## Képgaléria

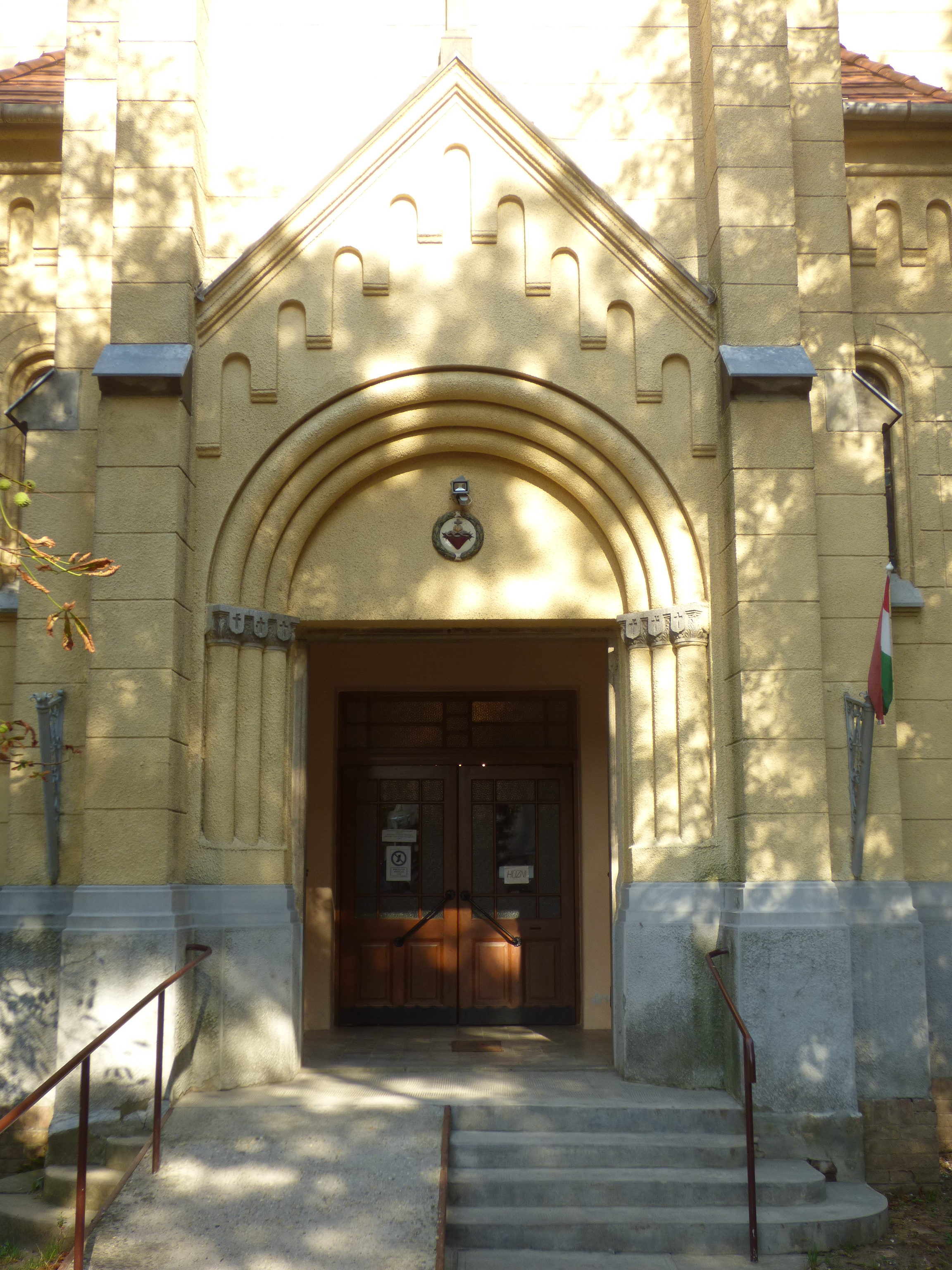
A katolikus templom bejárata
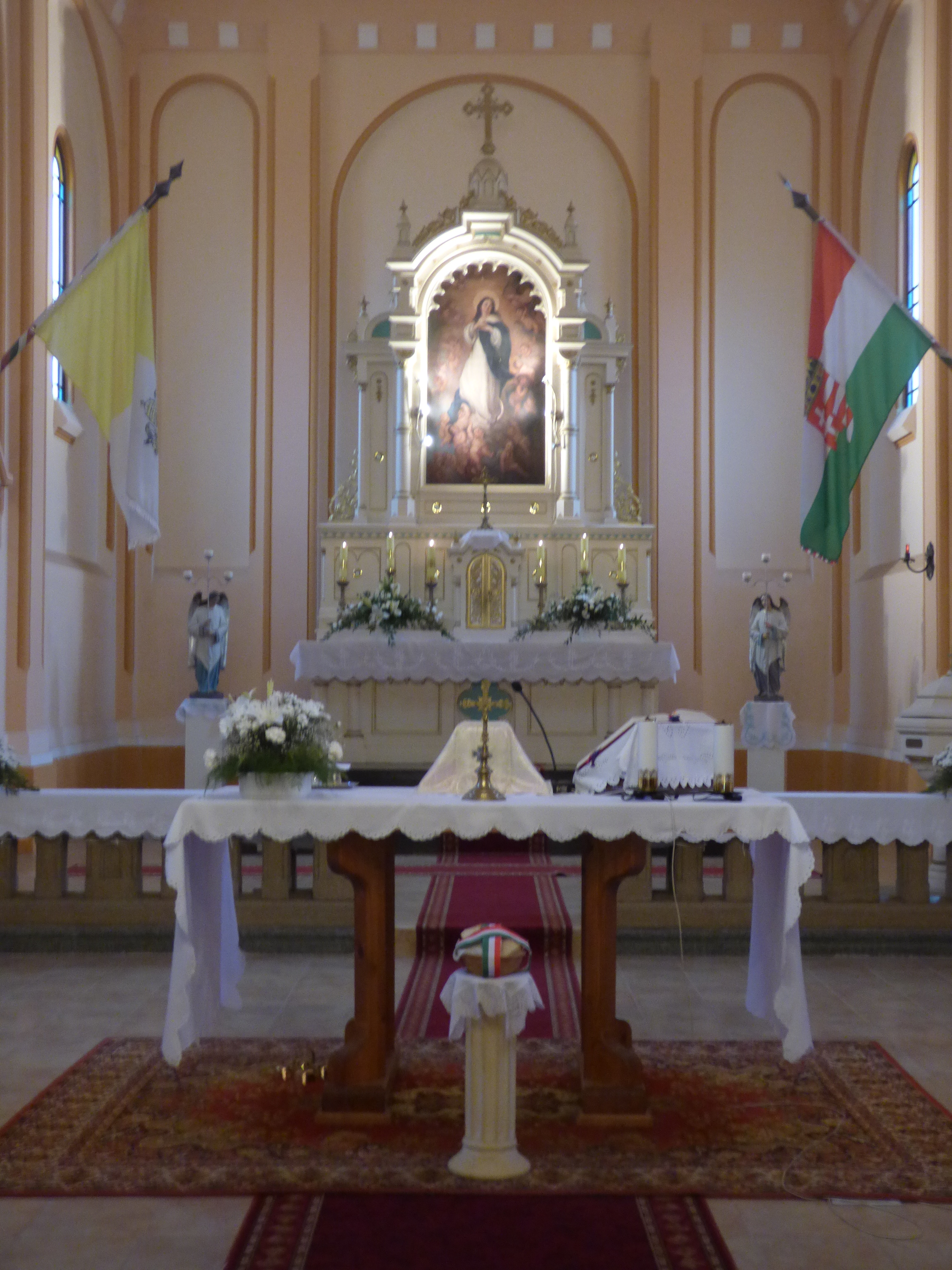
Templombelső
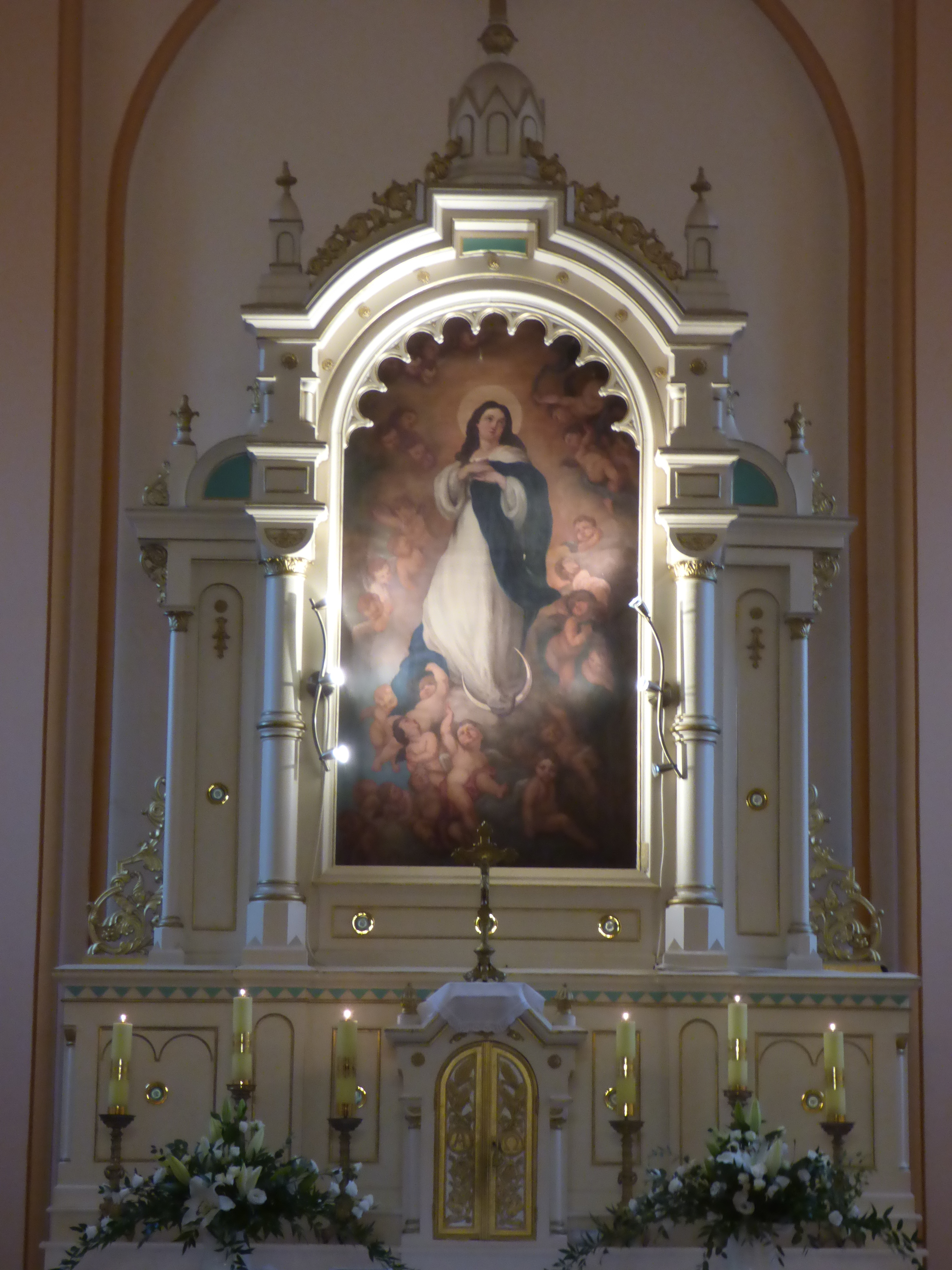
Oltárkép
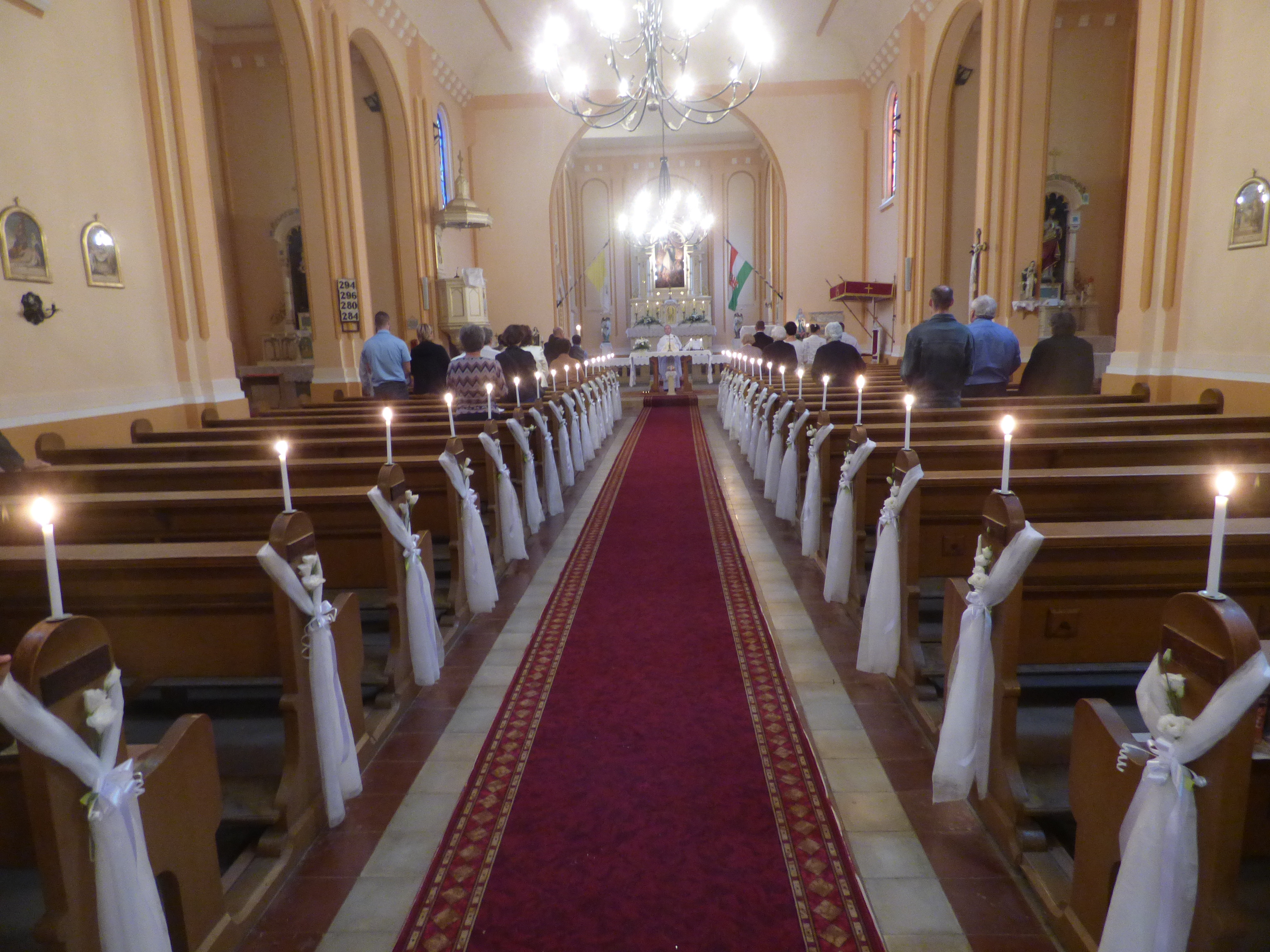
Templombelső esküvői dekorációkkal
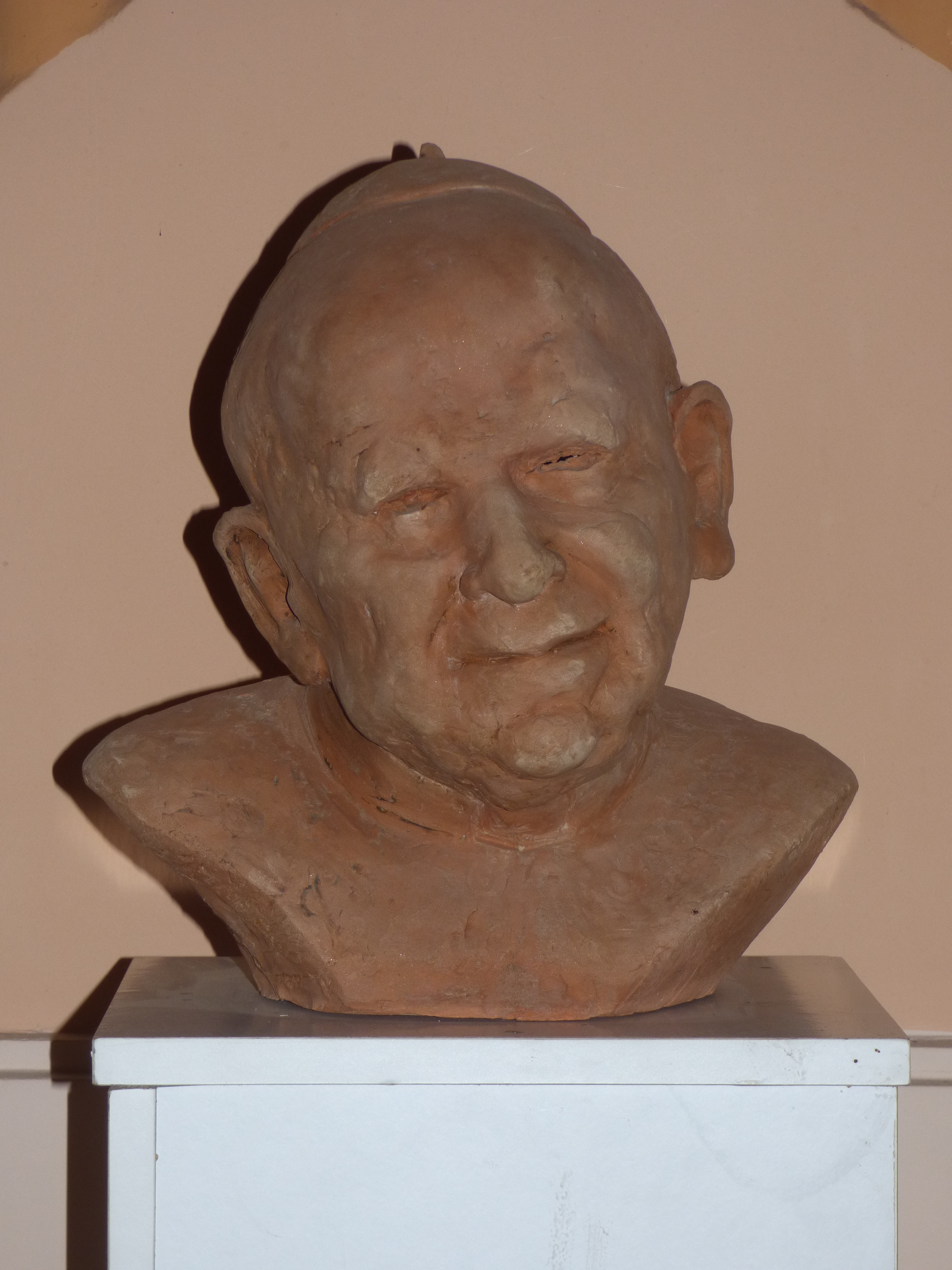
II. János Pál pápa szobra a katolikus templomban
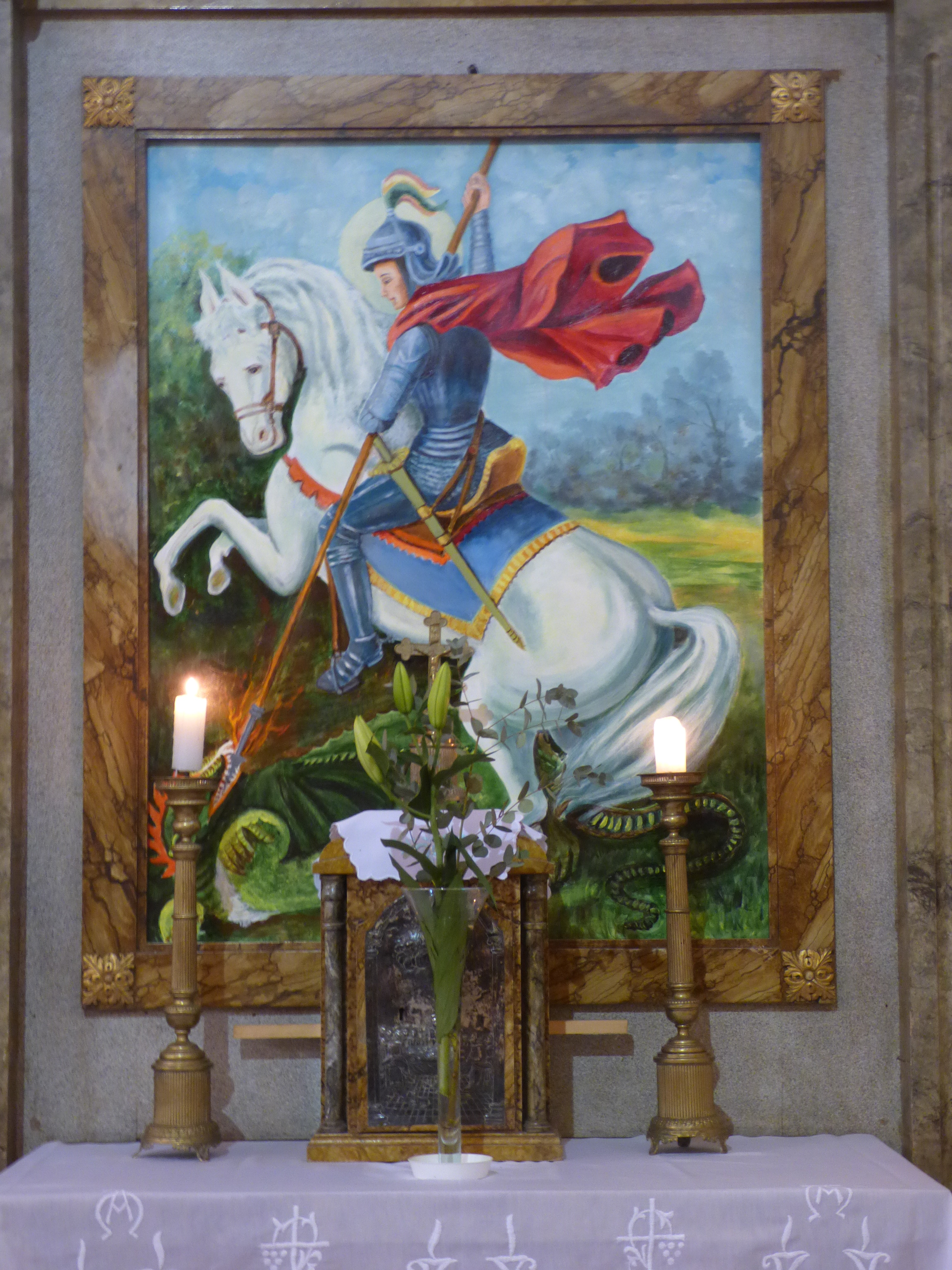
Sárkányölő Szent György festménye a templomban
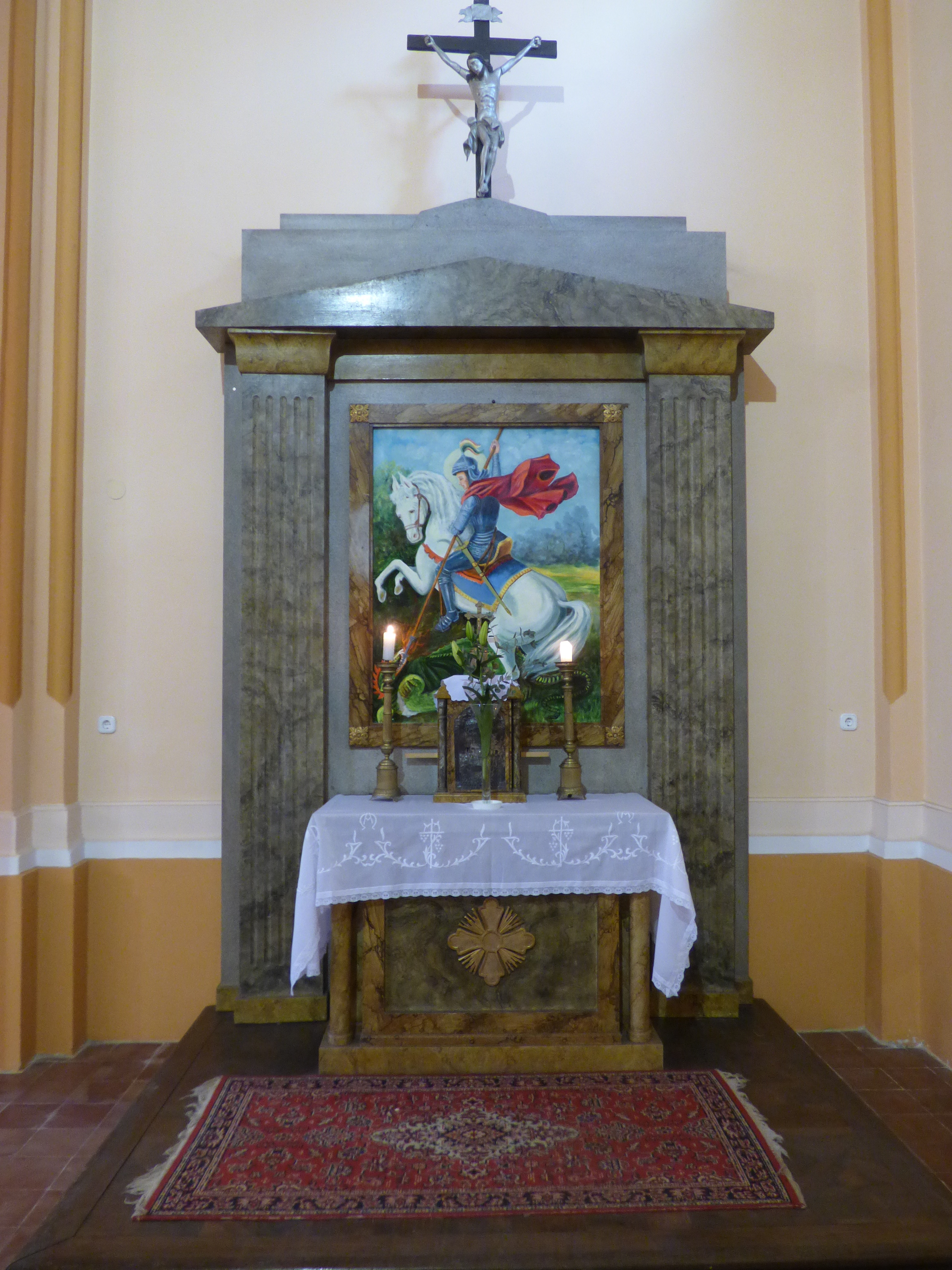
Sárkányölő Szent György nevére szentelt mellékoltár a templomban
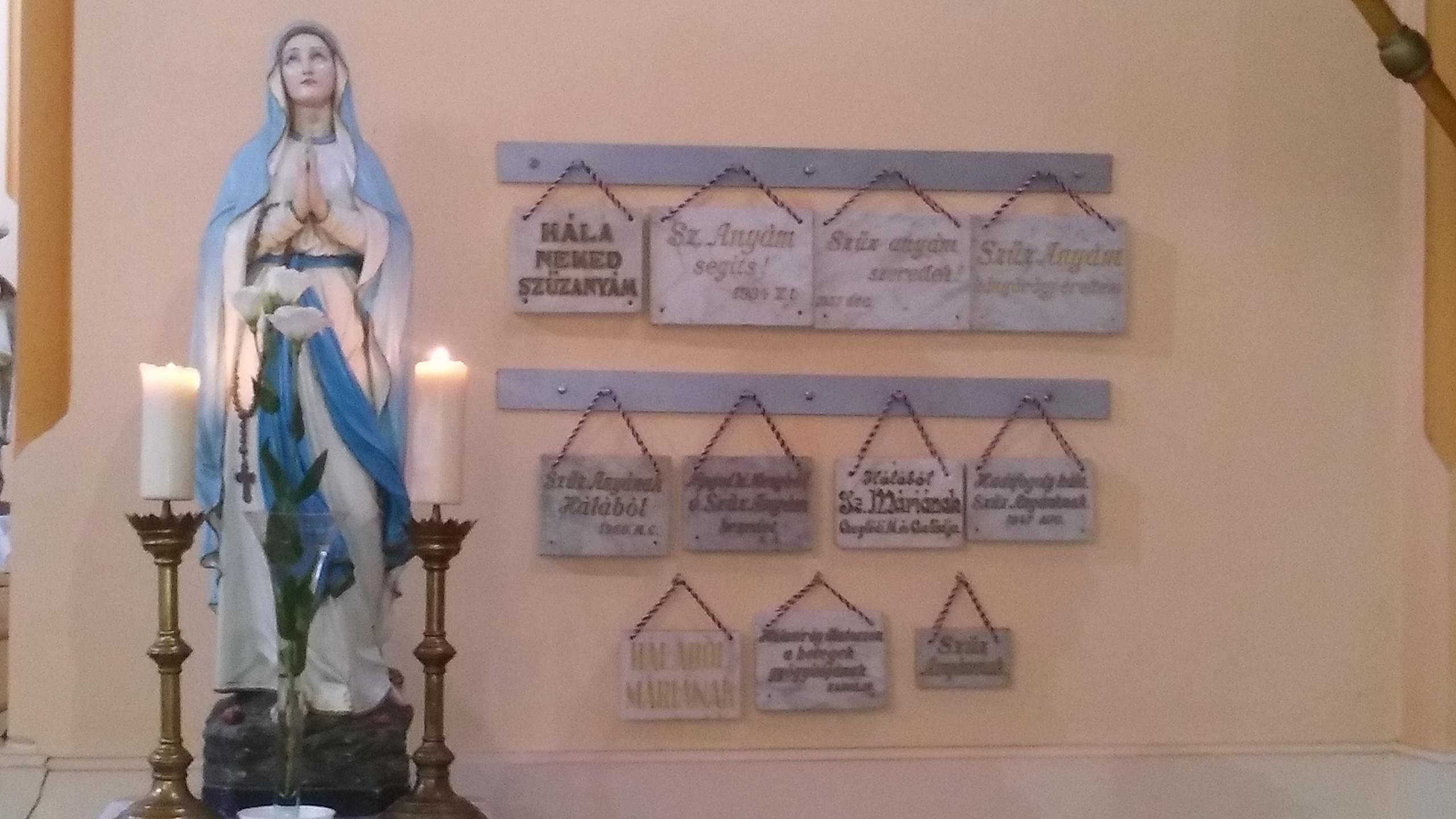
Hálaadó táblák a templomban Szűz Mária szobra mellett